# Luesia
Luesia – gmina w Hiszpanii, w prowincji Saragossa, w Aragonii, o powierzchni 126,83 km². W 2011 roku gmina liczyła 366 mieszkańców.